# The Best of Melody.: Timeline
The Best of Melody: Timeline es el primer álbum compilatorio de la cantante japonesa melody., que fue lanzado el 8 de octubre de 2008. Incluye los a-sides de su sencillo debut "Dreamin' Away" y de su último sencillo lanzado, "Haruka: Haruka". Fue lanzado con una edición en CD y una edición en CD+DVD, pero sin canciones nuevas. Fueron incluidos unos b-sides, así como también una canción junto con M-Flo.

## Lista de canciones

### CD
1. "Dreamin' Away"
2. "Simple As That"
3. "Over the Rainbow"
4. "Crystal Love"
5. "Believe Me"
6. "So into You"
7. "Next to You"
8. "Realize"
9. "Take a Chance"
10. "See You..."
11. "Lovin' U"
12. "Finding My Road"
13. "My Dear"
14. "Love Story"
15. "Haruka" (遥花～はるか～; Eternal Flower)
16. "Miss You" (M-Flo Melody. & Ryohei Yamamoto) (Bonus Track)

### DVD
1. "Dreamin' Away" (PV)
2. "Simple As That" (PV)
3. "Crystal Love" (PV)
4. "Believe Me" (PV)
5. "Next to You" (PV)
6. "Realize" (PV)
7. "See You..." (PV)
8. "Lovin' U" (PV)
9. "Finding My Road" (PV)
10. "Love Story" (PV)
11. "Haruka" (遥花～はるか～; Eternal Flower) (PV)
12. "Miss You" (M-Flo Melody. & Ryohei Yamamoto) (PV)